# 까치가 울면
《까치가 울면》은 대한민국의 MBC에서 제작한 예능 고향 프로그램이다.

## 기획의도
- 이 시대 최고의 입담꾼 주영훈, 김제동이 함께 고향에 계신 어르신들과 신명나게 펼치는 잔치 한마당, 고향의 훈훈한 정취와 행복을 느껴보는 시간

## 코너소개
- 동네한바퀴 : MC 김제동과 서민정이 고향 마을을 구석구석 돌아다니며, 고향 사람들의 때묻지 않은 무공해 웃음을 전합니다. 고향 주민들의 순수한 마음 !! 욕심부리지 않고, 순리대로 살아가는 그들만의 아름다운 삶!! 그리고 그 안에서 일어나는 따뜻한 가족과의 뜻밖의 만남!! 동네한바퀴에서 여과 없이 전합니다.
- 북치고 외치고! : 어르신들의 유쾌, 통쾌, 상쾌한 속풀이 한마당! 남편에게, 정부에게, 젊은이들에게 외치는 한마디! 북치고 외치고!
- 배워서 남주기 : 배움에는 끝이 없다!! 끝없는 배움에의 도전!!! 세대간의 벽을 허물고 인생의 달인에게 생활의 지혜를 배우는 시간. 배워서 남주기!!

## 방송 시간
| 방송 채널 | 방송 기간                        | 방송 시간                       | 방송 분량 |
| --------- | -------------------------------- | ------------------------------- | --------- |
| MBC TV    | 2003년 5월 3일 ~ 2003년 6월 21일 | 매주 토요일 오후 5시 10분 ~ 6시 | 50분      |
| MBC TV    | 2003년 6월 29일 ~ 2004년 5월 2일 | 매주 일요일 아침 9시 ~ 9시 50분 | 50분      |

## 진행자
- 김제동, 서민정, 주영훈

## 역대 진행자
- 최은경